# Europejska Komisja Doradcza
Europejska Komisja Doradcza, EKD (ang. European Advisory Commission, EAC) – komisja ustanowiona na konferencji moskiewskiej 30 października 1943 roku przez ministrów spraw zagranicznych państw sojuszniczych, Anthony'ego Edena, Cordella Hulla i Wiaczesława Mołotowa i potwierdzona na konferencji teherańskiej w listopadzie. W oczekiwaniu na klęskę III Rzeszy i jej sojuszników miała za zadanie analizować powojenne problemy, planować ich rozwiązanie oraz przedstawiać przygotowane przez siebie rekomendacje trzem rządom. W wyniku konferencji poczdamskiej EKD została zastąpiona przez Radę Ministrów Spraw Zagranicznych.